# Sapromyza zebra
Sapromyza zebra är en tvåvingeart som först beskrevs av Kertesz 1913.  Sapromyza zebra ingår i släktet Sapromyza och familjen lövflugor. Inga underarter finns listade i Catalogue of Life.